# Governo Autônomo do Coração
O Governo Autônomo do Coração foi um estado militar de curta duração estabelecido no Irã. Foi formalmente estabelecido em 2 de abril de 1921 e entrou em colapso alguns meses depois, em 6 de outubro de 1921. Sua capital era Mexede.

## Informações sobre o Estado
- Estabelecido:  2 de abril de 1921
- Dissolvido:  6 de outubro de 1921
- Capital: Mexede, Coração
- Principais Cidades Administrativas: Nixapur, Cuchã, Bojnourd, Sabzevar, Torbat-e Heydarieh, Torbat-e-Jam, Ferdows, Tabas, Birjand
- Tipo de Governo: Governo Militar, Secular, Nacionalista
- Área:  Compreendia as atuais províncias iranianas de Coração Razavi, Coração do Sul, Coração do Norte, Golestã, bem como a região de Sistão
- Grupos étnicos: Persas, turcos corasanis, curdos, turquemenos, balúchis, árabes, Barbari, Turcos Qarai
- Religiões: Xiita, Sunita, Fé Bahá'í
- Moeda: Persa Dinar Fotos da Moeda
- Forças Armadas Totais:  5 000 Gendarmes em outubro de 1921

## Estrutura governamental

### Governador-Geral Militar
- Presidente do Comitê Nacional do Coração (CNC):  Coronel Mohammad Taqi Pessian de 2 de abril de 1921 a 3 de outubro de 1921
- Governador-Geral Interino Major Mahmoud Khan Nowzari de 4 de outubro de 1921 até início de novembro de 1921 (Coração sob Nowzari não era totalmente autônomo, pois Nowzari havia se rendido à Pérsia e atuava apenas como Governador interino até a chegada do governador nomeado pela Pérsia em Mexede.)[1]
- Governador-Geral Autodeclarado Major Ismail Khan Bahador foi o segundo em comando de Pessian e, após a morte de Pessian, tentou manter a independência do Coração e continuar o caminho de Pessian. Ele lançou um golpe contra Nowzari em 16 de outubro de 1921, quando o prendeu e se declarou Governador-Geral do Coração, mas não durou muito, pois Nowzari recebeu ajuda e foi resgatado da prisão.[1]

### Outros altos funcionários do governo
| Cargo Oficial                              | Nome                        | Afiliação partidária |
| ------------------------------------------ | --------------------------- | -------------------- |
| Comandante das Forças Armadas              | Major Ismail Khan Bahador   | CNC                  |
| Comandante Sênior da Gendarmaria           | Major Mahmoud Khan Nowzari  | CNC                  |
| Diretor de Receitas                        | Monsieur Léon Dubois        | nenhuma              |
| Contador de Receitas e Chefe de Políciaa   | Alam-od-dowleh              | CNC                  |
| Chefe de Políciab                          | Major Bronikovsky           | nenhuma              |
| Mutavallibashi do Santuário                | Zahir-ol-Islam              | CNC                  |
| Kargozar                                   | Mutasim al-Saltaneh Farrokh | CNC                  |
| Proprietário da Imprensa Tus               | Mir Morteza                 | CNC                  |
| Editor-Chefe do Jornal Bahar               | Sheikh Ahmad Bahar          | CNC                  |
| Fundador do Partido Democrático do Coração | Mohammad Taghi Bahar        | PDC, CNC             |
| Poeta                                      | Aref Qazvini                | CNC                  |
| Mojtahed                                   | Mohammad Najafi Khorasanic  | nenhuma              |
| Instrutor de Metralhadora                  | Um cidadão alemão           | nenhuma              |
| Chefe do Departamento de Impostos          |                             | CNC                  |
| Chefe dos Correios                         |                             | CNC                  |
| Chefe do Telégrafo                         |                             | CNC                  |
| Diretor de Educação                        |                             | CNC                  |
| Chefe do Departamento de Alfândega         |                             | CNC                  |
| Chefe do Departamento de Justiça           |                             | CNC                  |

a. De 24 de agosto a 3 de outubro.
b. Até 24 de agosto.
c. Também conhecido como "Aghazadeh".

### Estações de Gendarmaria
| Chefe                          | Localização        | Nome             |
| ------------------------------ | ------------------ | ---------------- |
| Coronel Mohammad Taqi Pessian  | Mexede             | Ordu-ye Mashhad  |
| Major Mahmoud Nowzari          | Cuchã              | Ordu-ye Naderi   |
| Major Ismail Bahador           | Sabzevar           | Ordu-ye Qader    |
| Capitão Mohammad Taqi Kavoussi | Torbat-e Heydarieh | Ordu-ye Kaveh    |
| Capitão Alireza Shamshir       | Torbat-e-Jam       | Ordu-ye Shamshir |
| Capitão Abdolrazaq Sepehri     | Gonabad            | Ordu-ye Barq     |

### Administradores Regionais e Chefes Tribais
| Administrador/Chefe Tribal      | Região Capital                   | Tribo/clã Etnia       |
| ------------------------------- | -------------------------------- | --------------------- |
| Ismail Shawkat-ol-Molk II       | Qayenat / Sistão capital Birjand | tribo Khozaima Árabe  |
| Salar Khan Baluch               | Torbat-e Heydarieh               | Balúchi               |
| Ibrahim Khan Baluch             | Torbat-e Heydarieh               | Balúchi               |
| Jafar Khan Qaraei               | Torbat-e Heydarieh               | tribo Qaraei Qaraei   |
| Heydar Shah                     |                                  | tribo Barbari Barbari |
| Mir Ali Ahmad                   |                                  | tribo Barbari Barbari |
| Shawkat-od-Dowleh               | capital Torbat-e-Jam             | tribo Teymouri Aimak  |
| Shoja-ol-Molk                   |                                  | tribo Hazara Hazaras  |
| Taj Mohammad Khan               | Cuchã capital Cuchã              | tribo Za'faranlu      |
| Mohammad Ibrahim Khan Qaramanlu | Quchan capital Quchan            | clã Qaramanlu curdos  |

## Estabelecimento
Em 2 de abril de 1921, o Coronel Pessian, Chefe da Gendarmaria do Coração, junto com seu primo General Heydargholli Pesyan, comandante da Brigada de Cossacos Iranianos, destituiu Ahmad Qavam, o Governador-Geral do Coração, em um golpe militar. Ele foi preso e enviado para Teerã. Qavam e várias outras figuras dominantes no Coração foram acusados de evasão fiscal, cujas evidências foram fornecidas a Pessian por um belga chamado Dubois, que era Diretor de Receitas no Coração.
Enquanto Qavam estava na prisão em Teerã, Pessian foi declarado Governador-Geral do Coração e governou a região de forma autônoma, embora fosse apoiador de Seyed Zia'eddin Tabatabaei, então Primeiro-Ministro da Pérsia.
Em maio de 1921, Qavam foi libertado da prisão e Tabatabaei não era mais Primeiro-Ministro. Qavam se tornou Primeiro-Ministro e planejou se vingar de Pessian. Em 30 de maio de 1921, Pessian declarou que o Coração estava totalmente Autônomo e estabeleceu o Comitê Nacional do Coração ou Komitey-e Melli-e Khorasan em persa. O comitê iniciou um programa de planos e reformas, mas enfrentou forte oposição de alguns líderes tribais e religiosos.

## Planos
Iniciados entre 2 abril e 25 maio
- Reformar a organização militar do Coração e proclamar lei marcial. O nizam (infantaria) e a Gendarmaria foram combinados para formar a nova força. Novos soldados foram amplamente recrutados para a nova força. Em abril havia apenas 200 Gendarmes, enquanto em outubro havia aproximadamente 5 000.
- Configurar uma comissão de finanças para investigar e avaliar reivindicações de receita. Isso irritou chefes tribais ricos e comerciantes.
- Reformar a administração do santuário; isso incluiu medidas contra os administradores do santuário que consumiram grandes quantias das receitas do local.
- Subsidiar dois jornais locais: Sharq-e-Iran (O Leste do Irã) e Mihr-e-Monir (O Sol Brilhante) para apoiar o governo de Seyed Zia Tabatabaei.[1][3]

Iniciados entre 26 maio e 6 out
- Imposição de censura no escritório de telégrafo.
- Série de prisões de pessoas suspeitas de colaborar com o governo central de Pérsia de Ahmad Qavam.
- O Kumiteye Melli-e Khorasan (Comitê Nacional do Coração) emitiu um manifesto em 15 de setembro de 1921 e preparou uma proclamação declarando o Coração uma república, a qual foi adiada por Coronel Pessian e nunca implementada.
- Vendeu grande quantidade de grãos a uma Comissão de Compra de Alimentos bolchevique.
- Obteve empréstimos forçados de ricos e leiloou os pertences dos chefes tribais derrotados.
- Incentivou a postura antibritânica, ideias pró-soviéticas e crenças nacionalistas persas.
- Impôs um imposto de capitação em todos os viajantes que saíam de Mexede e uma taxa de 10% em todas as exportações.
- Incentivou a exportação de mercadorias para o Afeganistão e a União Soviética.
- Estabelecimento de um banco local em setembro 1921.
- Considerou-se cunhar moeda própria.
- Foram tomadas medidas para a criação de um Departamento de Educação; o próprio Coronel Pessian doou dinheiro em prol da educação feminina.[1][3]

## Batalhas
Vários líderes tribais que perderam grande parte de sua riqueza e bens devido aos programas de reforma de Pessian foram apoiados pelo governo de Qavam. Assim, em 11 de agosto de 1921 ocorreu a primeira batalha entre um destacamento de Gendarmes em uma vila próxima a Kariz, na fronteira com o Afeganistão, e as forças do chefe Hazara Xuja Almulque. Os Gendarmes foram derrotados e fugiram para Mexede. Essa derrota resultou na nomeação de Shawkat al-Dowlah, rival de Shuja al-Mulk, como governador de Torbat-e-Jam com a missão de lidar com os distúrbios, além do envio de um numeroso contingente de Gendarmes em 20 de agosto de 1921.
Em setembro de 1921, as forças Gendarmes de Kariz, Torbat-e-Jam e Torbat-e Heydarieh derrotaram a forte confederação tribal de Hazaras, balúchis, Barbari e qarai, cujos líderes eram Shuja al-Mulk, Seyed Heydar Barbari, Salar Khan Baluch, Mir Ali Ahmad Barbari, Ibraim Cã Baluche e Jafar Khan Qaraei, em uma batalha ocorrida em Bakharz. Shuja fugiu para o Afeganistão e os distúrbios tribais no sudeste foram contidos.
Em 3 de outubro de 1921, o próprio Pessian foi para a batalha, liderando pessoalmente seus 150 Gendarmes contra uma coalizão tribal curda com mais de 1 000 homens, liderada pelo Sardar de Bojnourd e por Taj Mohammad Khan de Quchan, que também recebiam apoio financeiro e militar dos britânicos e do governo persa de Ahmad Qavam. Pessian lutou bravamente com apenas 60 balas; contudo, ele e seu pequeno contingente foram cercados pelos curdos e massacrados. A cabeça de Pessian foi cortada como prova de sua morte e enviada a Qavam.

## Colapso
Após a morte de Pessian, o comitê não permaneceu mais unido. Iniciou-se uma nova rivalidade entre Nowzari e Ismail Khan Bahador, ambos partidários de Pessian. Nowzari assumiu o comando do Coração e rendeu-se ao governo da Pérsia. Em novembro de 1921, um grande contingente militar de Gendarmes e Cossacos chegou a Mexede e transferiu as funções administrativas para o novo Governador-Geral nomeado para a província.